# Piton Rouge (Saint-Leu)
Pour les articles homonymes, voir Piton Rouge.
Le piton Rouge est un sommet de montagne de l'île de La Réunion, département d'outre-mer français dans le sud-ouest de l'océan Indien. Culminant à 2 402 mètres d'altitude, il est situé au sud-ouest du Grand Bénare. Ce faisant, il relève de la commune de Saint-Leu. À son pied, au sud, passe un sentier de randonnée qui dessert deux cavernes situées dans la zone, la caverne du Piton Rouge et la caverne du Roi Phaonce.